# Dęby (województwo warmińsko-mazurskie)
Dęby (niem. Eichen) – wieś w Polsce położona w województwie warmińsko-mazurskim, w powiecie bartoszyckim, w gminie Górowo Iławeckie.
W latach 1954–1957 wieś należała i była siedzibą władz gromady Dęby, po jej zniesieniu w gromadzie Górowo Iławeckie. W latach 1975–1998 miejscowość administracyjnie należała do województwa olsztyńskiego.

## Historia
Wieś wzmiankowana w dokumentach z 1414 r., przy okazji spisywania zniszczeń wojennych (wojna polsko-krzyżacka). W tym czasie wieś nosiła nazwę Schöneichen i obejmowała 48 włók. W kolejnej wojnie (1454-1466) wieś została prawie całkowicie zniszczona. Ponownie zasiedlano ją - jako wieś książęcą - w połowie XVI w.
W 1935 r. w tutejszej szkole zatrudniony by l jeden nauczyciel a uczyło się 64 dzieci. W 1939 r. we wsi mieszkało 323 osób.
PO 1945 r. w szkole pracował Czesław Dzirba, późniejszy inspektor szkolny w Górowie Iławeckim. W latach 1954+1957 mieściła się tu siedziba gromady i Gromadzkiej Rady Narodowej. Szkołę podstawową w Dębach zlikwidowano w 1979 r. W 1983 r. we wsi było 41 domów i 163 mieszkańców. Funkcjonowały 42 indywidualne gospodarstwa rolne, uprawiające łącznie 388 ha ziemi i hodujące 252 sztuki bydła (w tym 111 krów), 70 świń, 45 koni i 42 owce. W tym czasie we wsi był punkt biblioteczny, świetlica i boisko sportowe.